# Charles Rosher
Charles Rosher (* 17. November 1885 in London, England; † 15. Januar 1974 in Lissabon, Portugal) war ein britischer Kameramann, dessen Karriere von den frühen Tagen des Stummfilms bis in die Mitte der 1950er Jahre reichte.

## Leben
Charles Rosher siedelte 1908 in die Vereinigten Staaten um und war ab 1911 in Hollywood als Kameramann tätig. Während der frühen Jahre des Films entwickelte Charles Rosher viele neuartige Techniken und half mit, die Dreharbeiten zu rationalisieren. So geht auf ihn die Einführung des stand in zurück, bei dem die Ausleuchtung der Szenen und die Vorbereitung von komplizierten Szenen zuerst mit Statisten geprobt und ausgefeilt wird. Viele Innovationen entstanden während der langjährigen Zusammenarbeit mit Mary Pickford. In dem Streifen Little Lord Fauntleroy von 1921 konzipierte Rosher eine Szene, in der Pickford, die sowohl die Rolle des kleinen Lords als auch die der Mutter des Lords spielte, sich selber einen Kuss gab.
Charles Rosher war 1918 einer der Gründer und erster Vizepräsident der mächtigen Gewerkschaft American Society of Cinematographers, die Kameraleute der amerikanischen Unterhaltungsindustrie vertritt.
Seit Mitte der 1930er war Rosher hauptsächlich für MGM tätig, wo er bei vielen Prestigeproduktionen des Studios die Verantwortung hatte. Er gewann zweimal den Oscar als bester Kameramann: 1929 für Sonnenaufgang – Lied von zwei Menschen und 1946 für Die Wildnis ruft. Vier weitere Male war er für den Preis nominiert.
1955, nach mehr als 130 Produktionen, ging Rosher in den Ruhestand.
Sein Sohn Charles Rosher junior war ebenfalls als Kameramann tätig, seine Tochter aus vorhergehender Ehe war die Schauspielerin Joan Marsh.

## Filmografie (Auswahl)
- 1921: Der kleine Lord (Little Lord Fauntleroy)
- 1923: Rosita
- 1924: Der Ritt ums Leben (Dorothy Vernon of Haddon Hall)
- 1924: Drei Frauen (Three Women)
- 1925: Die kleine Annemarie (Little Annie Rooney)
- 1926: Sperlinge Gottes (Sparrows)
- 1927: Sonnenaufgang – Lied von zwei Menschen (Sunrise – A Song of Two Humans)
- 1927: Meine beste Freundin (My Best Girl)
- 1928: Wetterleuchten (Tempest)
- 1929: Der König der Bernina (Eternal Love)
- 1929: Coquette
- 1929: Atlantik
- 1930: Zwei Welten (Two Worlds)
- 1930: Paid
- 1930: Great Day (unvollendet)
- 1931: Irrwege des Lebens (Dance, Fools, Dance)
- 1931: Laughing Sinners
- 1931: This Modern Age
- 1932: What Price Hollywood?
- 1932: Rockabye
- 1933: The Silver Cord
- 1934: Alles liebt, alles lügt (The Affairs of Cellini)
- 1935: Goldfieber in Alaska (The Call of the Wild)
- 1935: Nach Büroschluss (After Office Hours)
- 1936: Kleinstadtmädel (Small Town Girl)
- 1936: Der kleine Lord (Little Lord Fauntleroy)
- 1938: White Banners
- 1941: Mit einem Fuß im Himmel (One Foot in Heaven)
- 1942: Stand by for Action
- 1944: Kismet
- 1945: Broadway Melodie 1950 (Ziegfeld Follies)
- 1945: Yolanda und der Dieb (Yolanda and the Thief)
- 1946: Die Wildnis ruft (The Yearling)
- 1947: Dark Delusion
- 1947: Das Lied vom dünnen Mann (Song of the Thin Man)
- 1947: Mexikanische Nächte (Fiesta)
- 1948: Words and Music
- 1948: Auf einer Insel mit dir (On an Island with You)
- 1949: Neptuns Tochter (Neptune’s Daughter)
- 1949: Verlorenes Spiel (East Side, West Side)
- 1950: Duell in der Manege (Annie Get Your Gun)
- 1950: Liebeslied auf Tahiti (Pagan Love Song)
- 1951: Mississippi-Melodie (Show Boat)
- 1953: War es die große Liebe? (The Story of Three Loves)
- 1953: Küß mich, Kätchen! (Kiss Me Kate)
- 1953: Die Thronfolgerin (Young Bess)
- 1955: Jupiters Liebling (Jupiter's Darling)